# 刺叢龍屬
刺叢龍屬（學名：Rubeosaurus）意為「刺叢的蜥蜴」，是角龍科恐龍的一屬，生存於白堊紀晚期的北美洲。刺叢龍是種中型角龍類恐龍，身長估計約為5公尺，體重估計約2噸。

## 發現與命名

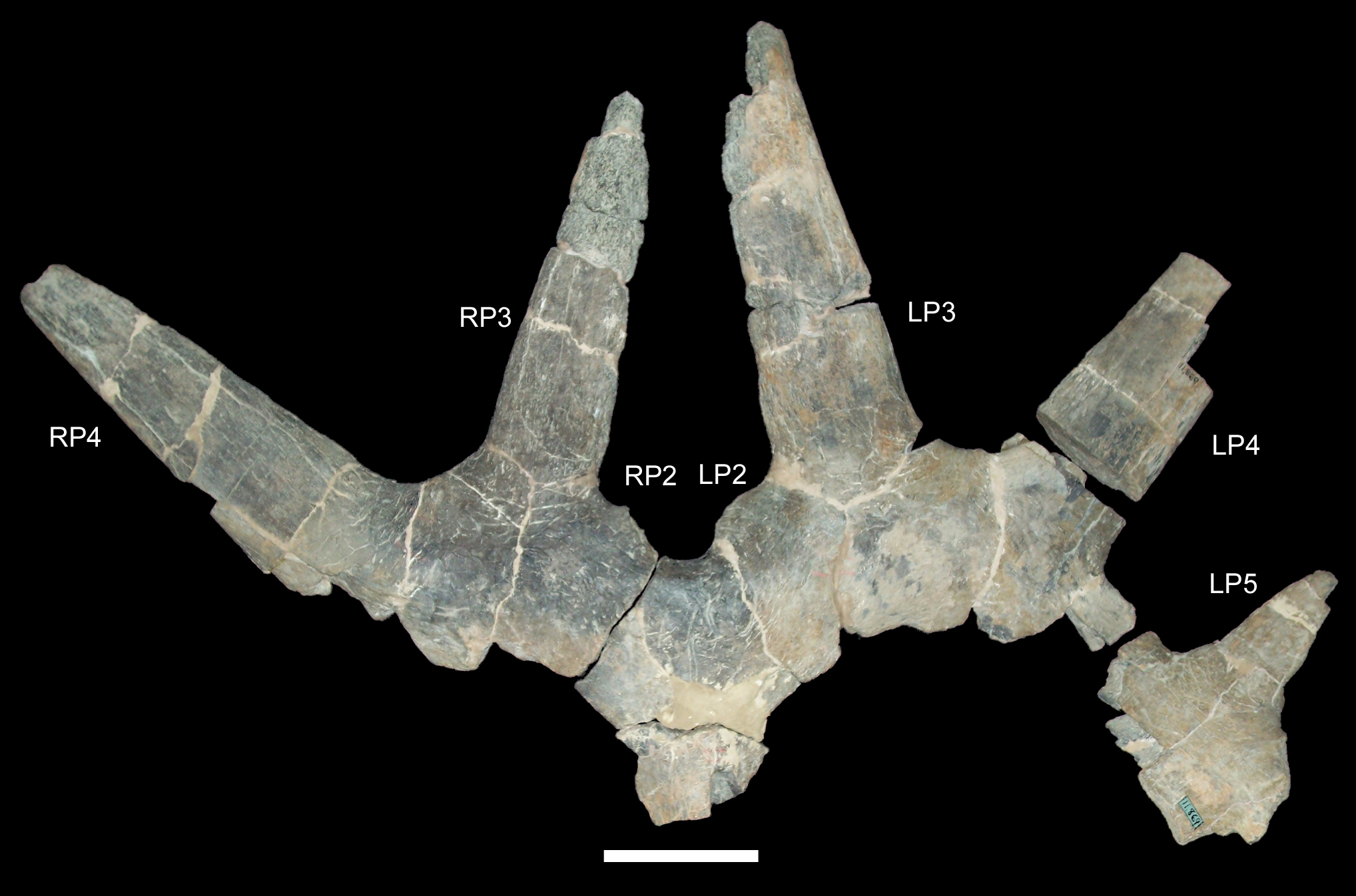
刺叢龍的正模標本頂骨

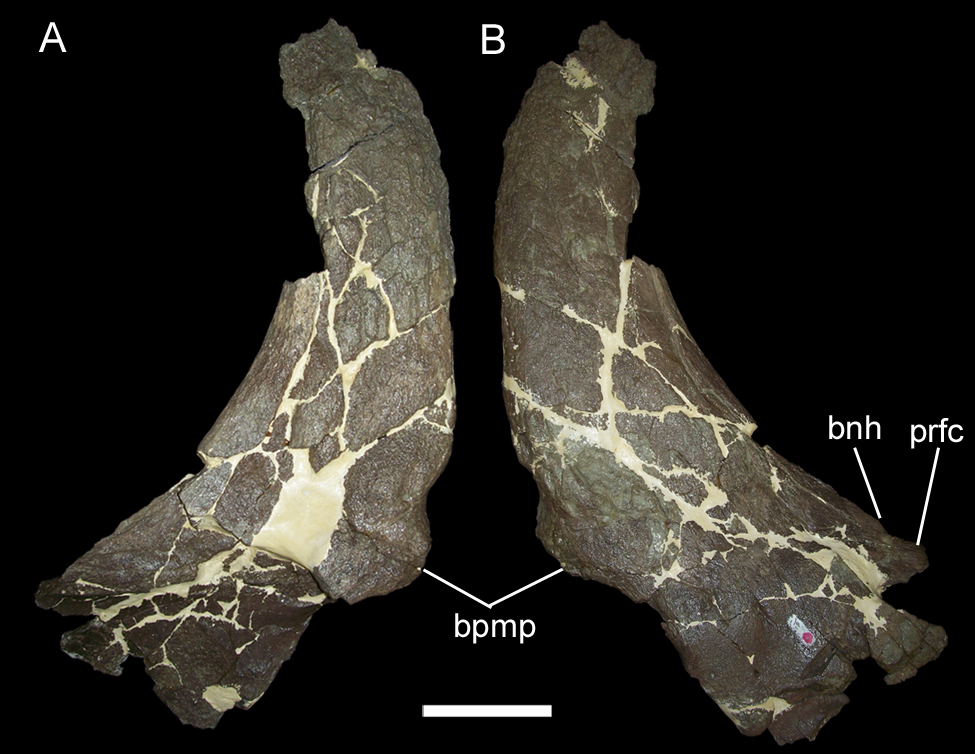
編號MOR 492標本的鼻骨

化石發現於美國蒙大拿州的雙麥迪遜組（Two Medicine Formation）上層，地質年代約7500萬到7400萬年前。正模標本（編號USNM 11869）是一個部分頂骨（頭盾的主要構成骨頭），是由喬治·史登柏格（George F. Sternberg）在1928年發現的。第二個標本（編號MOR 492）則是一個部分頭顱骨，包含：部分左前上頜骨、左右鼻骨與鼻角、部分左眶後骨與額角、幾乎完整的左頂骨與兩個頭盾緣骨突，是在1986年被發現。
在1930年，查爾斯·懷特尼·吉爾摩爾（Charles W. Gilmore）將這個發現於蒙大拿州的部分頂骨，建立為戟龍的第三個種，卵圓戟龍（S. ovatus），化石特徵是鼻角基部寬廣，接近中央線的一對尖刺往中央線集中，而非遠離中央線。牠們頭盾兩側分別有兩對尖刺，而非三對。與亞伯達戟龍的尖刺相比，卵圓戟龍的尖刺相當短，期中最長的僅有29.5公分。2010年的重新研究認為，卵圓戟龍是個獨立的屬。同年，傑克·霍納（John R. Horner）、Andrew T. McDonald將卵圓戟龍建立為獨立屬，模式種是卵圓刺叢龍（Rubeosaurus ovatus）。他們也提出刺叢龍是野牛龍的姊妹分類單元。

## 刺叢龍與短角龍
在2007年，Michael J. Ryan等人提出短角龍可能是卵圓戟龍（S. ovatus）的幼年個體；卵圓戟龍目前已被建立為個別的刺叢龍屬。在2011年的一份研究，發現短角龍的亞成年、大型標本（編號USNM 14765）具有某些自衍徵，而且同樣可見於刺叢龍。同份研究也指出，短角龍的正模標本不完整、是個幼年個體，因此缺乏可鑑定特徵，因此提出短角龍是個疑名，而且無法歸類於刺叢龍的次異名，但目前還沒有定論。

## 種系發生學
傑克·霍納等人命名刺叢龍時，將牠們歸類於角龍科的尖角龍亞科，是野牛龍的姊妹分類單元。
隔年，Andrew T. McDonald研究短角龍的標本時，提出不同看法，他們認為野牛龍、河神龍、厚鼻龍形成一個演化支，而刺叢龍並不屬於這個演化支。